# Augustin Hanicotte
Augustin Hanicotte né le 22 juillet 1870 à Béthune (Pas-de-Calais) et mort le 11 août 1957 à Narbonne (Aude) est un peintre français.

## Biographie
Augustin Hanicotte est orphelin de père ; sa mère se remarie avec Pierre Rinquin. Sa mère meurt en 1883. Il est à Montmartre en 1890 et il devient élève de Fernand Cormon (1845-1924). Il fréquente les peintres Jules Adler (1865-1952), Émile Wéry (1868-1935) et Henri Matisse (1869-1954). Hanicotte et Matisse voyagent en Bretagne en 1895 et 1896.
Il part pour la Hollande et se fixe à Volendam, sur les bords du Zuiderzee, et loue un atelier auprès de l'aubergiste de l'hôtel Spaander, riche en toiles laissés par ses hôtes en paiement de leurs factures. Il y fait la connaissance de Wilm Wouters (1887-1957) et de Georges Herin (1884-1936), qui épouseront ses deux belles-sœurs. Hanicotte s'éprend d'une des filles de Leendert Spaander et l'épousera à Paris avant la déclaration de la Première Guerre mondiale.
Ses œuvres circulent alors en Amérique du Nord, après avoir été présenté à l'Exposition universelle pour l'inauguration du canal de Panama en 1914. À cette époque, il souffre de polyarthrite articulaire. En 1917, une inondation des polders détruit une grande partie de son fonds d'atelier.
Il part pour Perros-Guirec en compagnie de son épouse. Ils y retrouvent l'architecte et aquarelliste Adolphe Delvaux et sa compagne. Le couple se rend ensuite à Lourdes, puis s'installe à Banyuls-sur-Mer où ils rencontreront Aristide Maillol. Puis ils se rendent à Collioure où Hanicotte reprend l'atelier d'Henri Matisse et loue une petite maison rue Mailly face à la mer. Il participe activement à la vie de la petite cité, enseignant le dessin aux enfants de Collioure.
Pendant la Seconde Guerre mondiale, il fréquente Walter Denys, le commandant allemand chargé de la défense de Port-Vendres, ce qui lui vaut une incarcération à la citadelle de Perpignan à la Libération. Il quitte Collioure et s'installe à Narbonne où il meurt en 1957.

## Collections publiques
- Béthune, musée régional d'Ethnologie : Hommage à Vincent, dessin.
- Collioure, musée d'Art moderne : Les Voiles blanches, 1925, pastel[2].
- Paris, Mobilier national : Hymne au printemps, 1933 ;  et Les Pyrénées, 1926
- Saint-Denis de La Réunion : La Mer.
- Saint-Nazaire, musée des Beaux-Arts : Solitude, 1895, huile sur toile, œuvre détruite.
- Valenciennes, musée des Beaux-Arts : La Kermesse, 1911, huile sur toile.

## Salons
- Salon des artistes français :
  - 1901 : il devient sociétaire et obtient une mention honorable ;
  - 1904 : La Mer, médaille de 3e classe ;
  - 1911 : La Kermesse.

## Expositions
- Galerie Danielle Bourdette, Honfleur, jusqu'au 10 juin 1997.

## Hommages
- La Ville de Collioure a donné son nom à une avenue de la commune.
- La SCV le Cellier des Dominicains a donné son nom à une cuvée hors d'âge des crus de Collioure en 2010.